# 中央专案审查小组
中央专案审查小组，该小组与中央文革小组，同时成立于1967年9月。是文化大革命期间中共中央产生的一个调查小组。

## 过程

### 设立
不同于中央文革小组的言谈举措在媒体上大肆宣扬，中央专案审查小组在1966年5月中共中央政治局会议上就成立了，但是它在为中国国家主席刘少奇定案从来没有在媒体上出现过。但是其十三年历史中，中央专案审查小组的权力不但远远超过了中共中央监察委员会和中共中央组织部，甚至还超过了公安、检察、法院。这一小组有权对中央委员中的“修正主义分子”和职位较低的政治敌人进行“搜查”、迫害、逮捕、关押、刑讯。
中央专案审查小组脱胎于1966年5月24日，政治局设立的专案审查委员会，目的调查彭、罗、陆、杨反党集团案（彭真、罗瑞卿、陆定一和杨尚昆）。它同中央文革小组一样直接向中共中央政治局常委会负责，即最终向党主席毛泽东负责。在1966年8月中共八届十一中全会之前，以及在1975年中的9个月，政治局常委中正式主管中央专案审查小组工作的是邓小平，但是在文革的大多数时间里，是由国务院总理周恩来负责。该小组的其他成员包括公安部部长谢富治，1978年至1979年间的冬天该小组解散时任组长的汪东兴。林彪的妻子叶群。
尽管中央专案审查小组在创立之初并非特别机构，但很快成为了一个常设机构，类似于其它中共中央或国务院的部门，只是拥有更大的实权。其中有126人担任了许多专案组的组长或副组长。在中共八届十二中全会前夕，该小组立案审查的中央委员和中央候补委员的人数达到88人。
中央专案审查小组最大的专案组是审查国家主席刘少奇。刘少奇专案组最初始于1966年12月18日成立的王光美专案组。1967年3月下旬，毛泽东授意康生把该小组的火力集中到刘少奇身上。
1967年9月，毛泽东在人民大会堂118厅主持召开中央领导和中央文革小组成员参加的会议，指示清理专案，以便让没有问题的老同志参加初步定于1968年举行的中共九大。会后，周恩来立即在中南海怀仁堂西大厅召集会议，作出部署：原来由谢富治主管的专案办公室，改称“中央专案审查小组第一办公室”，简称“一办”，中央党政机关审查对象划归“一办”。军事系统审查对象则划归“二办”，由杨成武负责。一办的后勤保障、办公费用等仍由中央办公厅负责，“二办”由军委办公厅负责。

### 组织结构
中央军委专案组成立以后，还下设了三个办公室，简称“一办”、“二办”、“三办”：
- 第一办公室主任是汪东兴，办公地点在中央办公厅。负责党内高级干部，继续负责文革初始阶段的大部分专案，包括彭真、安子文、刘仁、周扬。
- 第二办公室主任先是杨成武，办公地点在军委办事组。负责军队高级干部。下设饶漱石案、彭（德怀）黄（克诚）案、罗瑞卿案、贺龙案等10个组。1967年10月25日，杨成武召集军委办事组成员开会，“二办”正式开张；会上确定二炮政委李天焕、军委办公厅副主任金涛、总参作战部副部长成学俞3人兼任“二办”副主任[3]。1968年3月“杨余傅事件”，杨成武、李天焕离职，黄永胜任总参谋长兼军委办事组组长，吴法宪接任“二办”负责人。
- 第三办公室设在公安部。[4]1968年春，成立三办，所管的是一办、二办不管的案子和社会上发生的现行反革命案件。三办成立后把公安部负责的各零散专案和专案组工作人员集中在一起，约有200余人。第三办公室主任谢富治，副主任赵登程、曾威和施义之。谢富治不在或忙于其他工作时，由李震代谢处理问题。三办由主管日常工作的赵登程直接向谢富治请示汇报工作。三办党委书记赵登程，副书记兼三办下设的办公室主任赵文星。1969年冬，针对社会上出现“五一六”组织，成立了审查“五一六”的联合委员会，吴德为主任。并成立了办公室称“联办”，设在第三专案办内，实际是三办内的“五一六”专案组。后来它也处理许多其它的案子，包括中国马列主义共产党案[2]。1972年赵登程被审查后，三办由公安部副部长黄庆熙主管，李震领导。1974年二办结束时，有几个结论未完成的案子交给了三办完成扫尾工作。

### 结束
文化大革命结束后，1978年11月，中共中央工作会议上，中共中央副主席陈云提出应该将专案组部分移交给中央组织部。1978年12月，中共十一届三中全会决定永久撤销中央专案机构。1978年底三中全会上，党内尖锐地批评了中央专案办主要负责人的错误做法。全会决定指出，“过去那种脱离党和群众的监督，设立专案机构审查干部的方式，弊病很大，必须永远废止”。会上决定撤销中央专案机构，将所有档案全部交中组部。为了贯彻执行全会的决定，1978年12月19日，由原中央专案负责人汪东兴和纪登奎、吴德召集中央专案组和中共中央组织部的同志讨论交接工作。中组部部长胡耀邦、副部长陈野苹，公安部部长赵苍壁等和三个专案办以及中组部干审局的负责参加了会议。会上宣布：中央专案审查小组第一办公室、第三办公室、“五一六”专案联合小组办公室，自即日起撤销。所有专案工作，一律交中央组织部办理。在移交过程中，不准销毁材料。会议后各专案办公室即停止办案；已送交中央档案馆的专案材料，全部调出，统一交中组部。1978年12月20日上午，中组部副部长陈野苹在中组部厅、局长会上，传达了移交会议精神，并对中央专案材料接收、复查工作，做了具体部署，决定从中组部部内有关局抽调和从外面借调几十名干部成立三个组：一组是案件组，负责清理一办、三办和联办的案件；二组是材料组，负责清理、借阅材料等；还有一个组负责文书档案处理工作。专案材料的移交工作，1979年2月底全部完成。中组部接收原中央专案组移交的专案材料17349卷、391363件，涉及受审查人员共计669人。据中央专案组1975年的一个报告，上述被审查的人员，定为“问题性质严重或敌我矛盾”的就有320人，占被审查人员的47．8%。被审查的人中，有党和国家的领导人，有元帅和将军，有中央局、省、市、自治区党委书记和正、副省长，有中央机关和国务院各部委的正、副部长，司局长和一批专家、教授、作家、工程技术人员，甚至还有少数居民和学生。中央、国家机关副部长及省、市、自治区副省长及军长级以上干部213人，其中八届政治局委员10人，中央书记处成员10人，中央委员和候补中央委员71人，国务院副总理7人。
文革结束后，中央专案组办案人员经历了多次异常严格的政治审查。1976年到1978年，中共中央组织部和总政保卫部组成了“七号办公室”，以审查曾在中央专案组“一办”“二办”和“三办”搞过专案的人员。1984年9月18日，全军整党办公室发出《关于调查原中央专案小组第一、二、三办公室军队办案人员的通知》，由总参牵头，总政、总后、海军、空军、二炮及各大军区组成“联合调查组”。1984年整党期间，公安部举办“一、二、三办专案人员轮训班”，共283人参加。